# Wydział Inżynierii Procesowej i Ochrony Środowiska Politechniki Łódzkiej
Wydział Inżynierii Procesowej i Ochrony Środowiska Politechniki Łódzkiej – jednostka organizacyjna Politechniki Łódzkiej prowadząca działalność naukowo-badawczą oraz dydaktyczną.

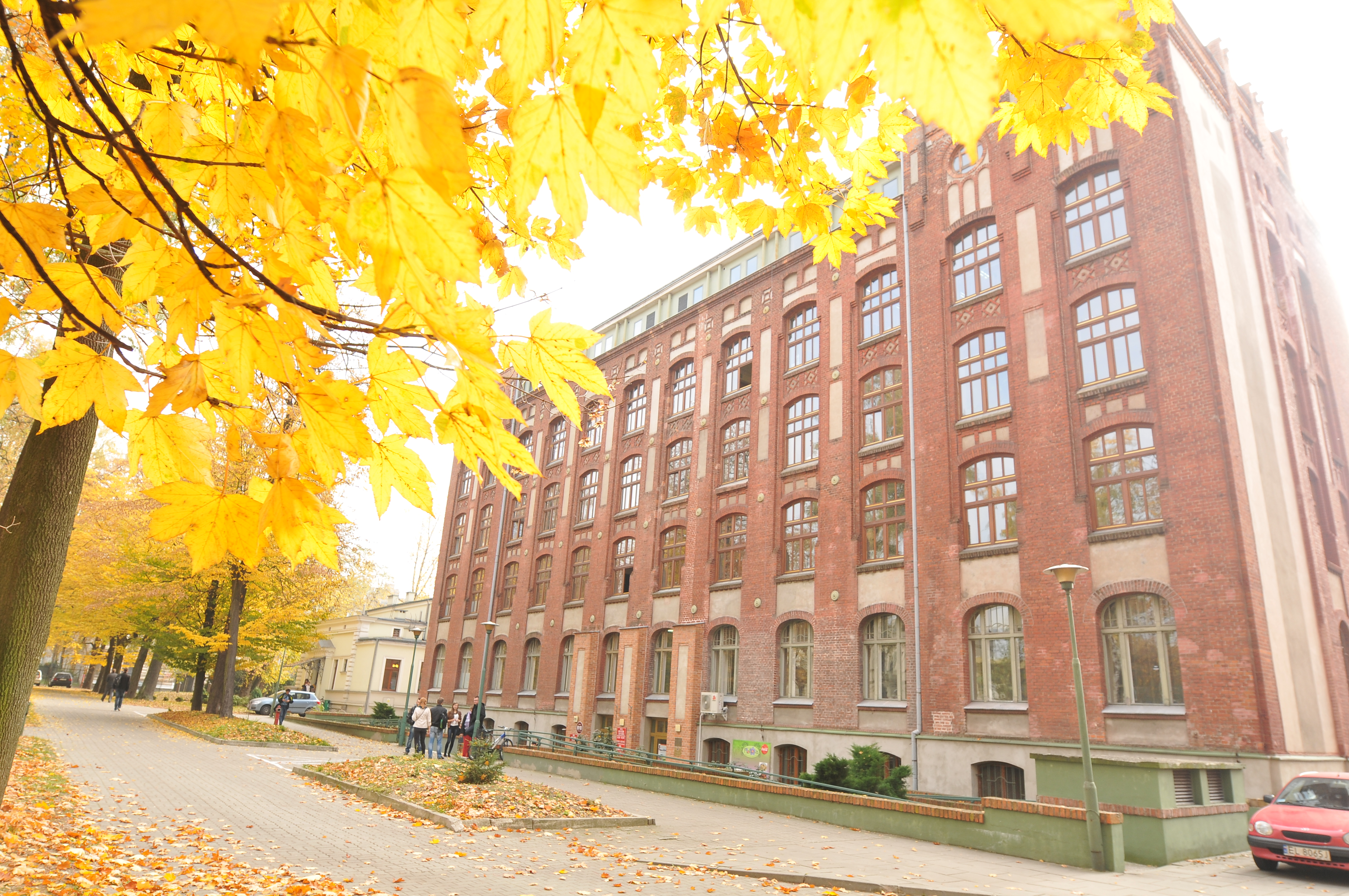
Budynek B-10 Wydziału Inżynierii Procesowej i Ochrony Środowiska Politechniki Łódzkiej

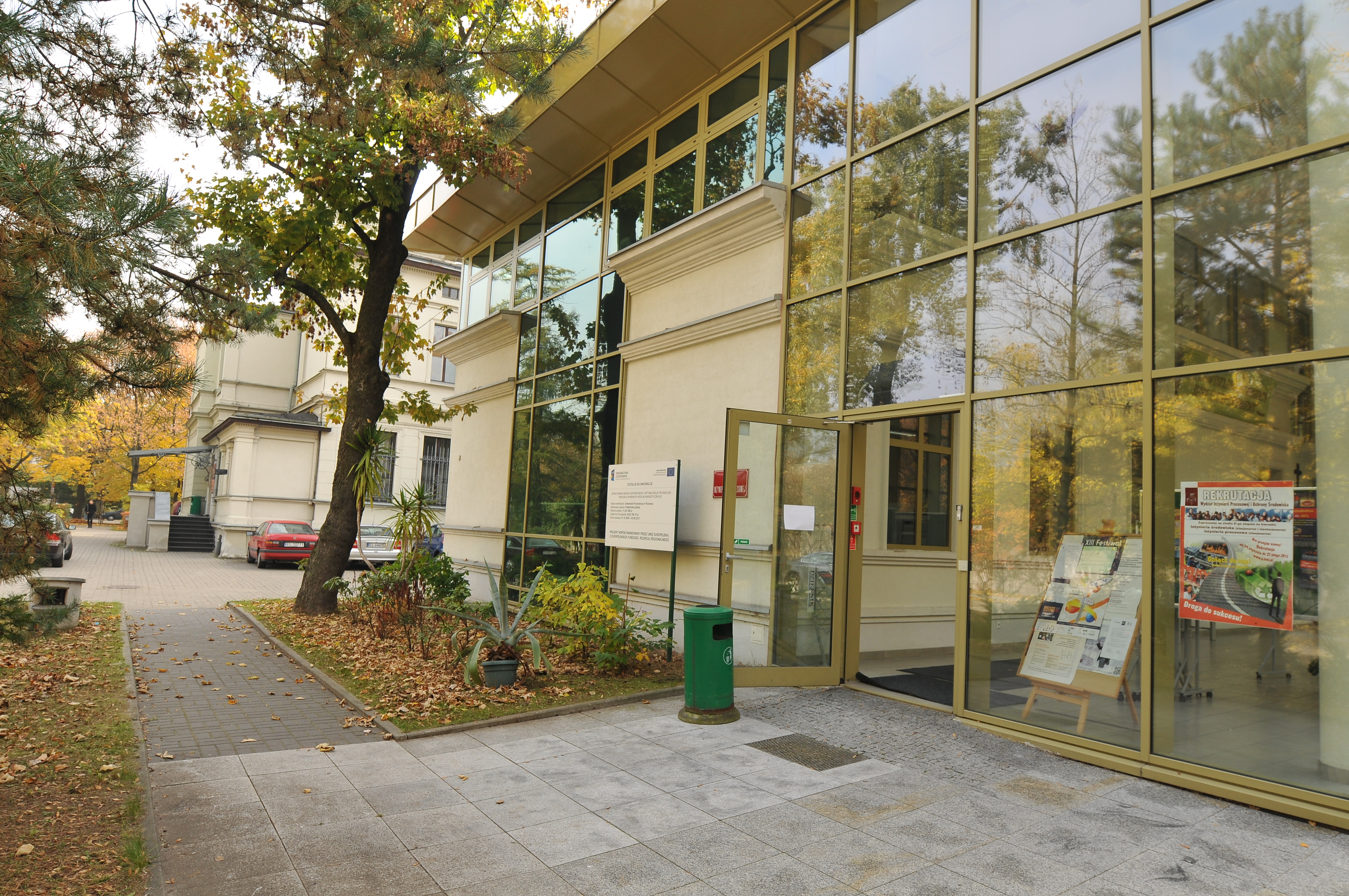
Widok od strony północnej na budynki Katedry Inżynierii Bioprocesowej oraz dziekanatu

## Historia
Jako Instytut Inżynierii Chemicznej na prawach wydziału powstał 1 września 1970 roku. Utworzony został w wyniku połączenia Katedry Inżynierii Chemicznej Wydziału Chemii Spożywczej oraz Katedry Aparatury Przemysłu Chemicznego Wydziału Mechanicznego. Instytut został przekształcony w Wydział Inżynierii Procesowej i Ochrony Środowiska w 1992 roku i pod tą nazwą działa do dziś.

## Działalność
Wydział Inżynierii Procesowej i Ochrony Środowiska (akronim WIPOS) posiada prawo do nadawania stopni naukowych doktora i doktora habilitowanego w dyscyplinie inżynieria chemiczna (kategoria naukowa A+).
Główne obszary badawcze:
- zaawansowane technologie dla przemysłu, biogospodarki i inżynierii środowiska, nowe technologie zielonej chemii (np. hodowle mikroalg, grzybów, biopaliwa, bioplastiki),
- procesy w mikro i nanoskali, nanotechnologia, technologie plazmowe wytwarzania nanokatalizatorów (ogniwa paliwowe, splitting wody, przetwarzanie CO2, oczyszczanie wody), plazma w inżynierii powierzchni[4],
- projektowanie aparatury oraz instalacji przemysłowych,
- efektywność energetyczna, nowoczesne materiały budowlane do magazynowania energii cieplnej, niekonwencjonalne źródła energii,
- bezpieczeństwo procesów przemysłowych, analiza i ocena ryzyka procesowego.

WIPOS prowadzi kształcenie na trzech poziomach: inżynierskim, magisterskim i doktorskim.
Kształcenie odbywa się na czterech kierunkach studiów:
- inżynieria procesów przemysłowych (studia I i II stopnia, tryb stacjonarny);
- inżynieria ochrony środowiska (studia I i II stopnia, tryb stacjonarny i niestacjonarny);
- inżynieria bezpieczeństwa pracy (studia I stopnia, tryb stacjonarny i niestacjonarny);

Dodatkowo od roku 2019, WIPOŚ uruchomił nowy kierunek studiów II stopnia, prowadzony w języku angielskim o nazwie Energy Systems in the Built Environment (tryb stacjonarny).
- od roku 2019, studia III stopnia (doktoranckie) prowadzone są w formule Interdyscyplinarnej Szkoły Doktorskiej Politechniki Łódzkiej - ang. Interdisciplinary Doctoral School (IDS) at Lodz University of Technology[6]. Studia III stopnia przygotowują do uzyskania stopnia naukowego doktora w dyscyplinie inżynieria chemiczna oraz innych dyscyplinach[7].

Oprócz studiów I, II i III stopnia WIPOŚ oferuje następujące studia podyplomowe:
- Bezpieczeństwo Procesów Przemysłowych,
- Zarządzanie Gospodarką Odpadami Komunalnymi.

Kadrę naukowo-dydaktyczną wydziału stanowi blisko 46 osób, w tym około 20 posiadających tytuł profesora lub stopień doktora habilitowanego. Na WIPOS studiuje ok. 260 studentów na studiach stacjonarnych i prawie 100 na studiach niestacjonarnych, oraz około 15 doktorantów.
Na WIPOS działają studenckie koła naukowe: Oktan, Sukces oraz Safety Under Construction, a także Centrum Uniwersytetu Bałtyckiego w Polsce, koordynujące współpracę ponad 200 uniwersytetów z 14 krajów regionu Morza Bałtyckiego. Program Uniwersytetu Bałtyckiego skupia się na zagadnieniach zrównoważonego rozwoju w Regionie Morza Bałtyckiego.

## Struktura

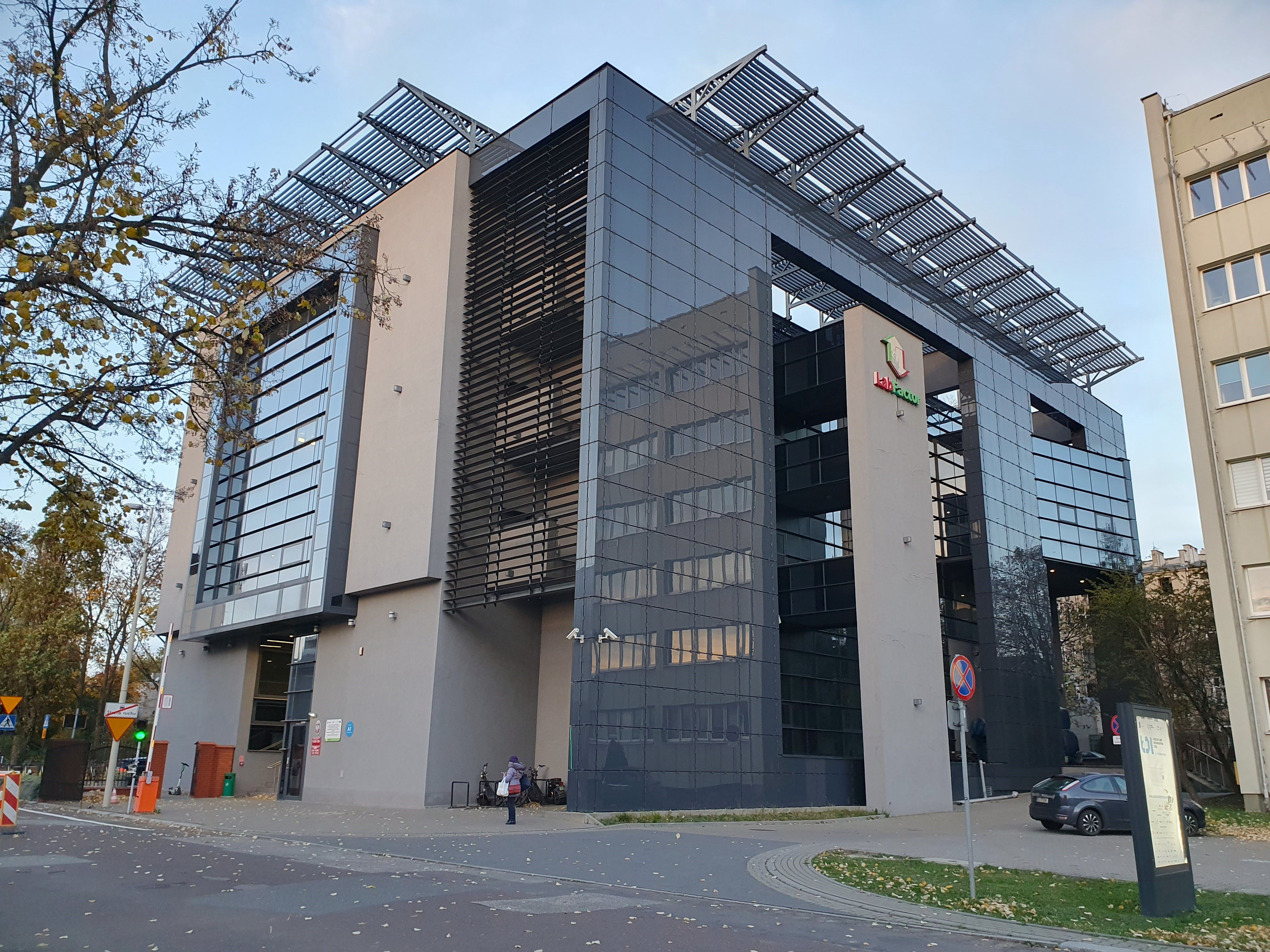
LabFactor, baza laboratoryjno – dydaktyczna WIPOŚ PŁ u zbiegu ulic Stefanowskiego i Żwirki

- Katedra Inżynierii Chemicznej i Molekularnej
- Katedra Inżynierii Bioprocesowej
- Katedra Inżynierii Bezpieczeństwa Pracy
- Zakład Inżynierii Molekularnej
- Katedra Inżynierii Środowiska[10]

## Władze
- Dziekan Wydziału: Prof. dr hab. Grzegorz Wielgosiński
- Prodziekan ds. rozwoju: Prof. dr hab. inż. Paweł Wawrzyniak
- Prodziekan ds. kształcenia: dr hab. inż. Katarzyna Paździor
- Prodziekan ds. studenckich: dr inż. Anna Klepacz-Smółka[11]

Dziekanem wydziału był Stanisław Ledakowicz.